# Take a Bow (canción de Madonna)
«Take a Bow» es una canción interpretada por la cantante estadounidense Madonna, incluida en su sexto álbum de estudio: Bedtime Stories (1994). Las compañías Maverick, Sire y Warner Bros. Records la publicaron como el segundo sencillo del disco, después de «Secret», el 6 de diciembre de 1994. Posteriormente, figuró en el recopilatorio de baladas Something to Remember (1995) y en los grandes éxitos GHV2 (2001) y Celebration (2009). Tras el lanzamiento de Erotica (1992), su anterior trabajo discográfico, Madonna quería adoptar una imagen nueva y más atenuada para su siguiente material, por lo tanto, experimentó con géneros como el R&B y el hip hop, que dominaban las radios y las listas de aquella época. En este sentido, colaboró con productores reconocidos de ese tipo de música, entre ellos Babyface, cuyo trabajo con otros artistas había impresionado a Madonna. Compuesta y producida por ambos, es una balada pop y R&B de tempo medio con influencias musicales japonesas, cuya letra trata sobre un amor no correspondido en la cual la cantante se despide de su amante.
La grabación, que tuvo lugar en los estudios The Hit Factory de Nueva York, contó con una orquesta completa y marcó la primera vez que el productor trabajó con una sección de cuerdas, por sugerencia de Madonna. En términos generales, obtuvo reseñas positivas de críticos, académicos y periodistas musicales, quienes elogiaron la producción y la voz y la reconocieron como una de las canciones más destacadas de Bedtime Stories. Desde el punto de vista comercial, permaneció siete semanas consecutivas en lo más alto de la lista Billboard Hot 100  y se convirtió en su undécimo número uno. También alcanzó el primer lugar en Canadá y Polonia y los diez primeros en Finlandia, Italia, Nueva Zelanda y Suiza. En Reino Unido, sin embargo, fue su primer sencillo desde 1984 que no logró ingresar a las diez posiciones principales del UK Singles Chart.
El videoclip se filmó en Ronda, al sur de España, bajo la dirección de Michael Haussman. La cantante personifica a la amante de un torero, estelarizado por el español Emilio Muñoz, que anhela su amor. Tras su estreno, generó controversia con activistas de los derechos de los animales, quienes acusaron a la cantante de glorificar la tauromaquia. Críticos y académicos analizaron la trama, el uso de iconografía religiosa, los temas y motivos del feminismo y la sumisión, así como su impacto e influencia en videoclips de otros artistas contemporáneos como Britney Spears y Justin Timberlake. En 1995, Madonna interpretó «Take a Bow» en los premios American Music, en el programa de televisión alemán Wetten, dass..? y en el Festival de la Canción de San Remo. Veintiún años después, en 2016, la presentó en algunas ciudades de Asia y Oceanía durante el Rebel Heart Tour y formó parte del concierto Tears of a Clown, realizado ese mismo año. Tras su publicación, varios artistas de diferentes países realizaron una versión, de las cuales algunas figuraron en álbumes tributo a Madonna.

## Antecedentes y desarrollo
En 1992, Madonna publicó un coffee table book titulado Sex, que se caracterizó por su contenido sexualmente explícito y por sus imágenes de fantasías voyeristas. Al mismo tiempo, salió a la venta su quinto álbum de estudio Erotica y al año siguiente protagonizó la película Body of Evidence. Todos estos proyectos causaron controversias y recibieron críticas negativas tanto de los periodistas como de los admiradores de la cantante, que la vieron como una renegada sexual e incluso afirmaron que «había ido demasiado lejos» y que su carrera había terminado. Aunado a ello, su aparición en el programa de entrevistas Late Show with David Letterman, en marzo de 1994, se destacó por su comportamiento controvertido, pues utilizó lenguaje soez que fue censurado en la televisión, hizo insinuaciones sexuales e incluso le entregó a Letterman una de sus bragas para que las oliese. Esto conllevó a que el episodio fuera el más censurado en la historia de los talk shows de Estados Unidos, aunque a la vez obtuvo uno de los índices de audiencia más altos. En palabras de Joe Lynch, de Billboard: «Por primera vez en una década de estrellato, las personas ya no se sorprendían por sus payasadas y, peor aún, estaban cansados de ella».
Ese mismo mes, grabó «I'll Remember» para la banda sonora de la película With Honors, la cual recibió opiniones positivas de la crítica y fue vista como el primer paso positivo de la cantante por reconectarse con el público y reparar el daño que su personalidad provocativa había causado en su carrera. Para su sexto álbum de estudio Bedtime Stories (1994) decidió explorar nuevos géneros musicales como el hip hop, new jack y R&B, sonidos que dominaban las radios y las listas musicales de aquella época. Empezó a trabajar primero con Shep Pettibone, quien había coproducido Erotica, aunque notó que estaban haciendo el mismo tipo de música del disco anterior, lo cual no le agradaba, pues quería regresar a sus «raíces», el R&B, por lo que abandonó el proyecto. Sumado a lo anterior, deseaba «suavizar» su imagen pública en ese momento y que las canciones tuvieran un estilo más romántico, de modo que decidió trabajar con productores reconocidos de dichos géneros y tomó una imagen más apropiada para el público en general. En una entrevista con Fred Bronson para el libro The Billboard Book of Number 1 Hits (1997), Madonna explicó:

La idea era yuxtaponer mi estilo de canto con una sensibilidad hardcore hip hop y que el producto terminado aún sonara como un disco de Madonna. Comencé el proceso reuniéndome con los productores cuyo trabajo más admiraba. Si iba a trabajar con una variedad de colaboradores, era importante que el producto final sonara coherente y temáticamente completo. No estaba interesada en un enfoque variado.

Para ello, colaboró con el productor británico Nellee Hooper y los estadounidenses Dallas Austin, Dave «Jam» Hall y Babyface. Se interesó en colaborar con este último, pues le había gustado su canción «When Can I See You» y porque su trabajo con otros artistas como Whitney Houston, Boyz II Men y Toni Braxton había resultado en sencillos de R&B exitosos. El equipo de Madonna lo contactó para programar una reunión y ver si le interesaba la idea de trabajar con ella; una vez que se conocieron, ambos se sorprendieron por su camaradería y decidieron empezar con la composición. De esta manera, acudió a la casa del productor y, tras un par de días, terminaron componiendo dos pistas. Una de ellas estaba basada en una pieza musical que Babyface ya había compuesto, pero que no estaba seguro de su dirección musical. Se la hizo escuchar e «inmediatamente vio algo en ella» y encontró la manera de darle dirección. Según el productor: «Fue solo un compás y los acordes. A partir de ahí colaboramos y la creamos. Yo estaba viviendo en Beverly Hills y construí un pequeño estudio en mi casa, así que ella vino a escribir allí». Juntos acordaron que la primera línea de la canción, «Take a Bow», también debía ser el título, a pesar de que dichas palabras nunca vuelven a repetirse.

## Grabación y publicación

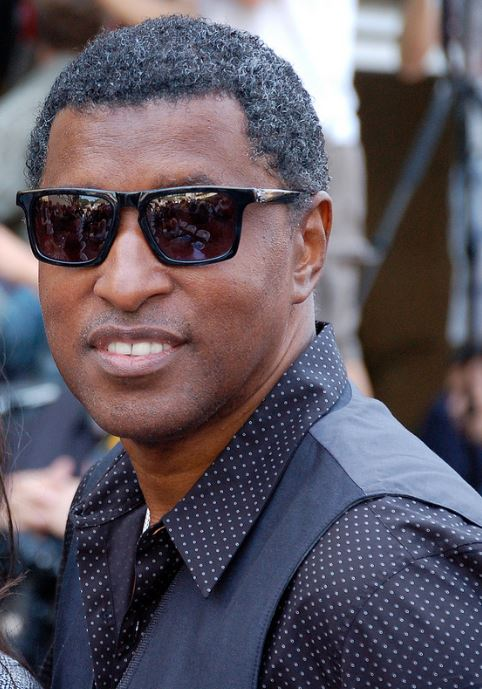
Además de componer y producir la canción junto con Madonna, Babyface (fotografía) colaboró en los coros de «Take a Bow»

La grabación tuvo lugar en los estudios The Hit Factory de Nueva York y la masterización en Sterling Sound, ubicado en la misma ciudad. Babyface recordó que se encontraba nervioso ante la posibilidad de estar en el estudio con Madonna, pues temía que fuera «demasiado analítica y perfeccionista» al momento de grabar, y él no se consideraba esa clase de compositor y productor. Sin embargo, reconoció que el proceso de grabación y mezcla fue uno de los más rápidos que hizo. Participó una orquesta completa y también fue la primera vez que el productor trabajó con una sección de cuerdas, por sugerencia de Madonna; comentó que «fue Nellee Hooper quien en realidad arregló [las cuerdas]. Antes Madonna había trabajado con [cuerdas en vivo] muchas veces, pero para mí fue una experiencia nueva. [...] Siempre lo había pensado, pero nunca lo había hecho». Además de ser coproductor, participó en los coros y se encargó de los sintetizadores y de la programación de batería. En Madonna: An Intimate Biography of an Icon at Sixty (2018), el biógrafo J. Randy Taraborrelli observó que, aunque no figuró en los créditos como intérprete, su participación en los coros hizo que «fuese prácticamente un dúo». Los demás músicos que estuvieron presentes en la grabación fueron Tommy Martin en guitarra, Dallas Austin en teclado y batería, Colin Wolfe y la rapera Meshell Ndegeocello en bajo y Marius de Vries en programación, bajo la dirección de Susie Katiyama y Jessie Leavey. Este último y Craig Armstrong también realizaron los arreglos, y Alvin Speights, Brad Gilderman, Darin Prindle, Mark «Spike» Stent y Michael Fossenberg la ingeniería. Por último, Speights y Jon Gass fueron los responsables de la mezcla.
«Take a Bow» salió a la venta como el segundo sencillo de Bedtime Stories —después de «Secret»— el 6 de diciembre de 1994, a través de las compañías Maverick, Sire y Warner Bros. Records. El fotógrafo Gregory Scaffidi creó la portada, mientras que Fabien Baron y Patrick Li fueron los responsables de la dirección artística y del diseño. El lanzamiento estuvo acompañado de cinco pistas: la versión del álbum, con una duración de 5:21, dos instrumentales de 4:57 y dos remezclas producidas por InDaSoul y Steve «Silk» Hurley. Dichos temas figuraron en los formatos físicos de CD, casete y vinilos de 7" y 12". «InDaSoul Mix» se añadió como lado B en las ediciones de 7" y casete en Estados Unidos, mientras que en Europa y Australia se publicó un CD con la versión del álbum más una instrumental y otra editada de 4:25. En Japón se lanzó al mercado un CD que incluyó, de las ocho pistas, dos remezclas de «Bedtime Story», el siguiente sencillo. Jose F. Promis, de Allmusic, comentó que «InDaSoul Mix» otorga a la canción una sensación más funky y urban sin que «pierda su integridad», mientras que «Silky Soul Mix» contiene un estilo más quiet storm y melancólico que la primera. Como reseña, añadió que, aunque con el tiempo quedaron «algo olvidadas», «afortunadamente, ninguna de estas dos mezclas suena anticuada, [sino que] fluyen fácilmente, con la música adecuándose bien a la voz, lo que resulta en un número pop/R&B suave y elegante». Por su parte, Larry Flick de Billboard las definió como «elegantes remezclas de hip hop». «Take a Bow» figuró en el recopilatorio de baladas Something to Remember (1995), y en los grandes éxitos GHV2 (2001) y Celebration (2009).

## Composición
«Take a Bow» es una balada orquestal de tempo medio, perteneciente a los géneros pop y R&B, con un «toque» musical japonés como «Sukiyaki» (1961) de Kyū Sakamoto. Inicia con el sonido de cuerdas pentatónicas «exóticas», según el autor Rikky Rooksby de The Complete Guide to the Music of Madonna (2004), lo que da la sensación como si proviniera del Lejano Oriente. Los versos consisten en una larga secuencia de acordes descendente con algunos «giros» al final, mientras que la voz de Madonna está en un «modo soñoliento y lánguido», muy característico en las canciones de Bedtime Stories. La letra en el estribillo trata sobre un amor no correspondido en la cual se despide de su amante que no supo valorarla. El título hace juego con el verso all the world is a stage and everyone has their part («todo el mundo es un teatro y todos tienen su papel»), que es una referencia a una línea de la obra Como gustéis (1599), del dramaturgo inglés William Shakespeare: «El mundo es un gran teatro, y los hombres y mujeres son actores». Cuando se le preguntó en una entrevista cuál era su rol o papel, la cantante respondió: «El arte imita a la vida y la vida imita al arte. La vida es una obra y cada uno tiene su papel. No es un pensamiento original. Estoy segura de que has escuchado eso antes». Termina con la frase the show is over, say goobye («el espectáculo ha terminado, di adiós»), que Troy L. Smith de The Plain Dealer describió como «memorable», y con ello el final del álbum.
Taraborrelli la describió como una canción «sombría» y «sarcástica» sobre el amor no correspondido, un tema recurrente en las producciones de la artista, «cuya falsedad podría haber engañado a todos los demás, pero no a ella». Agregó que en la letra, ella «suplica» a su amor no correspondido que haga una reverencia por «interpretar una actuación fantástica y transparente en la vida y el amor». Además de la traición, Peter Galvin, de The Advocate, observó que al mismo tiempo también trata sobre el intento de comprender «la soledad que ha llevado [al amante] a ser tan imbécil». A medida que avanza la canción, el oyente se da cuenta de que, a través de la letra, la cantante hablaba de sí misma, especialmente en el verso One lonely star and you don't know who you are («Una estrella solitaria y no sabes quién eres»). Según la partitura publicada en Musicnotes.com por Alfred Publishing Co., Inc., se establece en un compás de 4/4 con un tempo de «calipso moderado» de 80 pulsaciones por minuto. Está compuesta en la tonalidad de la bemol mayor y el registro vocal de Madonna se extiende desde las notas mi bemol3 a do5. Sigue una progresión armónica de la bemol—si bemol menor7—si bemol menor7/mi bemol—la bemol—fa bemol7—si bemol menor7/mi bemol en la introducción de cuerdas, y luego cambia a la bemol—la bemol/sol bemol—fa menor7 en los primeros versos.

## Recepción crítica y reconocimientos

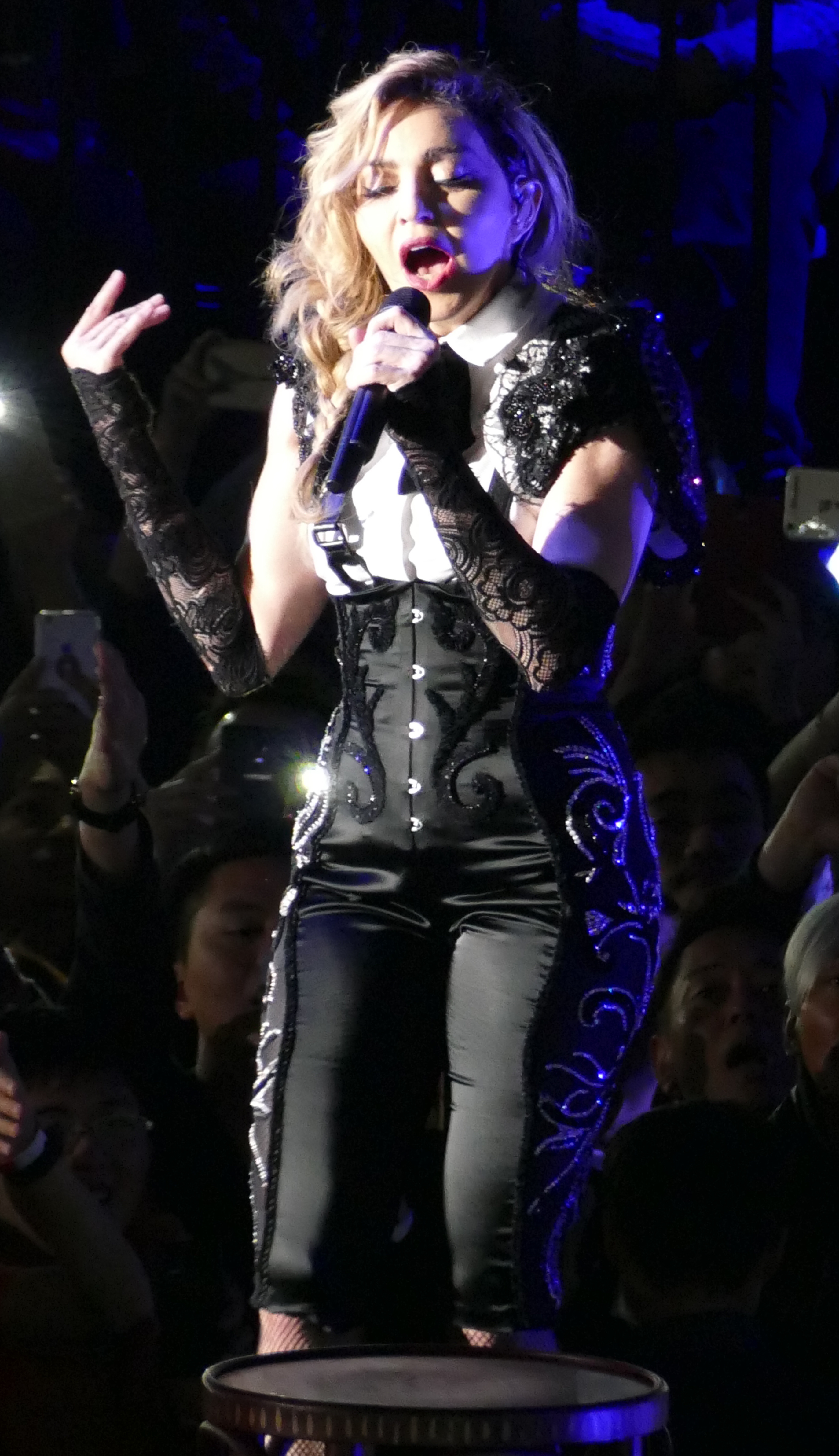
La crítica elogió la producción y la voz de Madonna en «Take a Bow», considerada además como una de las mejores canciones de Bedtime Stories. En la imagen, la artista interpretándola en el concierto de Taipéi, en febrero de 2016, como parte de su gira Rebel Heart Tour

«Take a Bow» obtuvo elogios de críticos, académicos y periodistas musicales, quienes la consideraron una de las mejores canciones de Bedtime Stories y de la artista. Por ejemplo, Paul Verna de Billboard afirmó que era una de las más «atractivas» del disco, y Sebas E. Alonso de Jenesaispop, que la consideró parte de «lo mejor» del material, añadió que se trataba de «un baladón tan cursi como efectivo». Peter Galvin, de The Advocate, la nombró «brillante» y la mejor pista, así como la que «suena más fuera de lugar», y reconoció que la letra demostraba de manera conmovedora que, al final, la cantante «es como tú y yo». En The Music of Madonna (2016), Chris Wade escribió que era una de las más destacadas del álbum y de las «más puras» de su discografía, «totalmente libre de artilugios, timidez o referencias sexuales; un final elegante para el álbum». Stephen Thomas Erlewine de Allmusic también la citó como una de las mejores y añadió que «incorpora lentamente sus melodías en el subconsciente mientras suena el bajo», lo que sirve como «antídoto» para Erotica, su anterior trabajo. En su reseña a GHV2, el mismo periodista la calificó de «extraordinaria». En el libro The Rough Guide to Rock (2003), Peter Buckley escribió que si bien Bedtime Stories no había logrado capturar la atención del público, «sí incluyó un clásico en "Take a Bow"». Eduardo Viñuela, uno de los editores de Bitch She's Madonna: La reina del pop en la cultura contemporánea (2018), compartió dicha opinión y observó que, por primera vez, el disco no había presentado «grandes o memorables» sencillos, con la excepción de «Take a Bow» y «Secret». J. D. Considine, de The Baltimore Sun, sintió que se percibía una cualidad «casi nostálgica» en el «romance inocente y la melodía en cascada», y al escucharla uno podía «transportarse a los primeros días del ascenso de Madonna, antes de que su sexualidad y celebridad se convirtieran en el centro de la mayoría de las críticas». James Hunter de Vibe la proclamó una «obra maestra del new soul», mientras que Troy L. Smith de The Plain Dealer aseguró que funcionaba como «una declaración contundente», es decir que, si bien ella se «encontraba averiguando su siguiente fase», el tema demostró que «todavía era más que capaz de ofrecer la mejor balada romántica de su carrera». Jose F. Promis de Allmusic concluyó que era una «experiencia auditiva valiosa y agradable».
La crítica elogió en general la letra, la producción y la interpretación de Madonna y Babyface. Así lo expresó Wade, que aplaudió la colaboración y consideró la música «impresionante». Larry Flick de Billboard la llamó una balada «de lujo [...] tan perfecta como el top 40 puede ser, [...] con una melodía y estribillo encantadores e inmediatamente memorables, letras atractivas sacadas de una novela de romance y una voz principal que es dulce y a la vez silenciosamente conmovedora». El editor finalizó que era una manera «encantadora de arrancar el 95 y una buena razón más para examinar su colección esencial, Bedtime Stories». Francesco Falconi, autor de Loco por Madonna. La Reina del Pop (2017), la denominó «romántica» y resaltó su voz por sonar «segura y cálida». Por su parte, Viñuela recalcó que Babyface «se revela como el gran conocedor de R&B sedoso que siempre fue». Para el compositor canadiense Owen Pallett, de Pitchfork Media, fue una canción «tierna, rica en producción y sentimiento», en la que Madonna se mostró «en su momento más sensible y valiente». Además, recalcó que la participación de Babyface, «a la altura de su propio arte, es francamente encantadora». En comentarios similares, J. Randy Taraborrelli la llamó una balada «melancólica y magníficamente ejecutada»; Laurent Poret, en La mujer Madonna: Una ambición inquebrantable (2019), «bella y melancólica»; y Matthew Rettenmund, en la Encyclopedia Madonnica (2016), una «balada sentimental» con semejanzas a «Superstar» (1971) de The Carpenters. Un editor de la revista Music & Media la denominó una «balada elegante» y una «alternativa perfecta a las canciones de cuna prosaicas». Además, notó que la introducción podría confundirse con cascabeles y remarcó que el lanzamiento «encajó bien con la temporada [navideña]». En sus comentarios a GHV2, Alex Needham de NME sostuvo que estaba «construida magníficamente, bajo cualquier punto de vista», y Sal Cinquemani de Slant Magazine le otorgó una «B+». Este último añadió que era «a la vez almibarada y agridulce», donde recurre a William Shakespeare para «ayudar a contar la conclusión dramática de la historia». Morgan Troper, del Portland Mercury, aseguró que era una balada «triste-sensual», así como una de las interpretaciones más «apasionadas» de la artista. Rikky Rooksby reconoció que si bien la melodía era «agradable» y sonaba «sorprendentemente normal» después de «Bedtime Story», criticó su duración de más de cinco minutos y admitió que la letra tenía «muchos clichés» y no lograba transmitir «el dolor de una verdadera despedida». Tom Breihan del portal Stereogum ofreció una reseña negativa: se refirió al sencillo como «música de fondo» y dijo que la voz de la cantante sonaba «ligeramente desagradable [...] como el falso acento británico que adoptaría unos años más tarde».
| Una hermosa balada melancólica de amor no correspondido, con el objeto del afecto de la cantante siendo alguien que se esconde detrás de una máscara que solo ella puede ver. [...] Babyface hace que sea prácticamente un dúo con Madonna, haciendo eco de sus palabras con su voz alta de tenor flotando soñadoramente detrás de ella, y el arreglo minimalista es impecablemente elegante. —Steve Sullivan en Encyclopedia of Great Popular Song Recordings, Volume 1 (2013). |

En reseñas retrospectivas, Brett Callwood del Detroit Metro Times la tituló de «espectacular», y Bianca Gracie de Idolator, en un artículo por el vigésimo aniversario de Bedtime Stories, sostuvo que mostró un lado más vulnerable de Madonna, ya que «excavó más a fondo su registro vocal bajo para evocar una tierna compasión». Sumado a ello, recalcó las cuerdas y las armonías, así como las «delicadas huellas digitales de Babyface evidentes en toda la canción». En el conteo de sus sesenta mejores sencillos, Chuck Arnold de Entertainment Weekly manifestó que era, «tal vez, lo más elegante que ella haya hecho». Louis Virtel de NewNowNext lo clasificó en el 27.º puesto de sus cien sencillos más relevantes, y mencionó que era «una evisceración melancólica del artificio de un amante, y su expresión sin esperanza lo convierte en uno de los mejores ejemplos de las baladas de los años 90». Del portal Medium, Richard LeBeau la nombró su decimosexta canción más destacada y afirmó que contaba con una de sus «interpretaciones vocales más matizadas y algunas de las letras más poéticas de su carrera». Del mismo modo, Joe Morgan de Gay Star News valoró la letra «conmovedora y poética» y añadió que la producción resultó «agridulce, pero también impresionante». En la misma línea, Enio Chola de PopMatters realzó las «encantadoras letras poéticas» y la música acentuada por una orquesta «característicamente asiática». Asimismo, señaló que presentó a una Madonna «más recatada», quien «aprendió rápidamente que el camino de regreso a los corazones del público consistía en centrar más la atención en la música que en la franqueza de su imagen sexual». Para Michael Cooper de LA Weekly, demostró que «la Madonna de los 90 era una potencia considerable tal como lo fue en los 80».
En 2008, Sebas E. Alonso de Jenesaispop la incluyó en el número 28 de su lista de las cuarenta mejores de la artista y comentó que se trataba de una balada «de lo más apañada sobre amantes que actúan como si estuvieran sobre un escenario». Diez años después, el mismo autor la ubicó en la posición 38 de las sesenta más destacadas, y comentó: «Es una rareza en [su] discografía por empaparse del edulcorado sonido de Babyface hasta proporciones empalagosas, pero también cuenta con una melodía incontestable tanto en las estrofas como en la declaración de amor que supone el estribillo». Guillermo Alonso, de la edición española de Vanity Fair, la calificó como su 38.º mejor canción y comentó que era «perfecta»: «[Ella] la canta perfecta y los coros de Babyface, siempre tan meloso él, están medidísimos para no tomar más protagonismo del necesario». Sin embargo, notó que bien podría haberla cantado Toni Braxton y «hubiese dado igual». Figuró en los puestos 29 y 38 de las listas creadas por la revista Parade y el diario The Guardian, respectivamente; Jude Rodgers, de la segunda publicación, la caracterizó como un «drama orquestal convincentemente cinematográfico». De los 100 temas más sobresalientes de su carrera, Andrew Unterberger de Billboard lo distinguió en el octavo lugar; aseguró que proporcionó un «punto de apoyo para la década pop de Madonna» y remarcó la interacción vocal «dulce» y «cautivadora» entre ella y Babyface. Además, señaló que se volvió «lo suficientemente icónica» que sirvió de influencia para que Rihanna publicara su «propia balada de ruptura» del mismo nombre más de una década después. Por último, Matthew Jacobs del Huffington Post clasificó sus 68 sencillos desde 1982 hasta 2014, y «Take a Bow» quedó en el decimonoveno puesto. En su reseña, escribió:

La balada más poética de Madonna. De la misma manera en que éxitos como «Borderline» e «Into the Groove» actúan como fuselaje del pop de los 80, «Take a Bow» es una elegía de amor perdido que encaja perfectamente con el floreciente movimiento de cantautoras de los años 90. No confundas su calidad soñolienta con pomposidad: esta canción es Madonna en su momento más encantador.

## Recepción comercial
En Estados Unidos, «Take a Bow» debutó en el puesto 45 de la lista Billboard Hot 100 el 17 de diciembre de 1994; logró un ascenso con el paso de las semanas y el 14 de enero de 1995 subió hasta la octava posición, por lo que fue su tercer sencillo consecutivo en ocupar los diez primeros, después de «I'll Remember» y «Secret», y el 28.º en general. Con ello, empató con Stevie Wonder como la tercera artista con más entradas en los diez principales, por detrás de The Beatles y Elvis Presley. Finalmente, el 25 de febrero llegó a lo más alto, y con ello Madonna estableció varios récords: fue su 23.º sencillo en ocupar las cinco primeras posiciones, la mayor cantidad para una solista; su segundo número uno —después de «This Used to Be My Playground» (1992)— desde que Billboard comenzó a utilizar en 1991 los datos de Nielsen SoundScan y Nielsen Broadcast Data Systems para publicar sus listas; y el undécimo de su carrera, de manera que se convirtió en el cuarto acto musical con la mayor cantidad de entradas en la primera posición del Hot 100, por detrás de The Supremes y Michael Jackson (12), Elvis Presley (17) y The Beatles (20). Además, con un crédito de coescritora en nueve canciones, pasó a ser la compositora con más números uno en aquel momento y superó a Carole King, quien había mantenido el récord durante más de treinta años. Sumado a lo anterior, con «Take a Bow» en lo más alto, la mitad de los 32 temas de Madonna que ingresaron a la lista para entonces alcanzaron los dos primeros lugares, un tercio de ellos en el primer puesto. Fue su sencillo que más semanas consecutivas estuvo en la cima, con un total de siete, desde el 25 de febrero hasta el 8 de abril, y rompió el anterior récord de «Like a Virgin», que permaneció seis en diciembre de 1984. Desde el inicio de su carrera, la intérprete estuvo un total de veintiocho semanas en el número uno, por ende, empató con Mariah Carey y se ubicó en el sexto lugar de los artistas con más semanas acumuladas en la primera posición. En general, pasó quince ediciones entre los diez primeros —trece de ellas entre los cinco—, veintisiete en los cuarenta principales y treinta en total; con ello, igualó a «Borderline» (1984) como su canción que más tiempo perduró en el Hot 100.
En la edición del 25 de febrero, también llegó a la primera posición en Hot 100 Airplay, Adult Contemporary —el quinto de la cantante— y Pop Songs, y ocupó el cuarto sitio en Rhythmic Songs y Hot 100 Singles Sales, el séptimo en Dance Music Maxi-Singles Sales y el trigésimo quinto en Adult Pop Songs. En la categoría de R&B, alcanzó el puesto cuarenta en el conteo Hot R&B/Hip-Hop Songs y el catorce en el de ventas físicas, Hot R&B Singles Sales. Dos días después, el 27 de febrero, recibió un disco de oro otorgado por la Recording Industry Association of America (RIAA) y, según Billboard, fue uno de los temas más exitosos de ese año, con 500 000 copias vendidas. De esta manera, reemplazó a Janet Jackson como la artista con más sencillos certificados con discos de oro, con un total de quince. Fue la cuarta canción más exitosa de 1995 en Hot 100 Airplay y Adult Contemporary y la octava en la principal, Hot 100. Adicionalmente, en esta última «Take a Bow» finalizó como la 24.ª más exitosa de la década de 1990, y en 2017, Keith Caulfield de Billboard la ubicó en el cuarto lugar de los 40 mayores éxitos de Madonna en el Hot 100, detrás de «Like a Virgin» (1984), «Vogue» (1990) y «Crazy for You» (1985).
El éxito comercial continuó en Canadá, donde llegó a lo más alto en The Record, así como en Top 100 Tracks y Adult Contemporary de RPM; en las listas anuales de estas dos últimas, se ubicó en los lugares tres y cuatro, respectivamente. Por último, en la categoría dance de RPM, alcanzó el decimotercero el 27 de febrero de 1995. En otros países, el recibimiento fue más variado: lideró el conteo oficial de Polonia y llegó a la segunda posición en Italia, a la tercera en Finlandia, a la octava en Suiza y a la novena en Nueva Zelanda. En Reino Unido, sin embargo, alcanzó el decimosexto puesto en el UK Singles Chart, de manera que puso fin a una serie de 35 sencillos consecutivos de Madonna que habían logrado ubicarse entre los diez primeros, récord que había iniciado con «Like a Virgin» en 1984 y finalizado con «Secret» en 1994. Para agosto de 2008, vendió 102 739 copias en el territorio según datos oficiales de Music Week. El periodista y presentador de televisión Stuart Maconie, para la revista Q, escribió que «debería ser motivo de vergüenza [...] que la espantosa "Hanky Panky" haya sido comprada de tal manera que alcanzara el número dos, mientras que solo se compró lo suficiente de la maravillosa "Take a Bow" para que llegara a un mísero número 16». En el resto de los mercados musicales, estuvo entre los cuarenta principales en Alemania, Australia, Austria, Bélgica, Escocia, Francia, Irlanda, Islandia, Noruega, Países Bajos y Suecia. Finalmente, en las listas de la revista paneuropea Music & Media, alcanzó la primera posición en Adult Contemporary, la segunda en European Hit Radio Top 40, la novena en European Dance Radio y la decimoséptima en la principal Eurochart Hot 100 Singles.

## Vídeo musical

### Concepto y rodaje

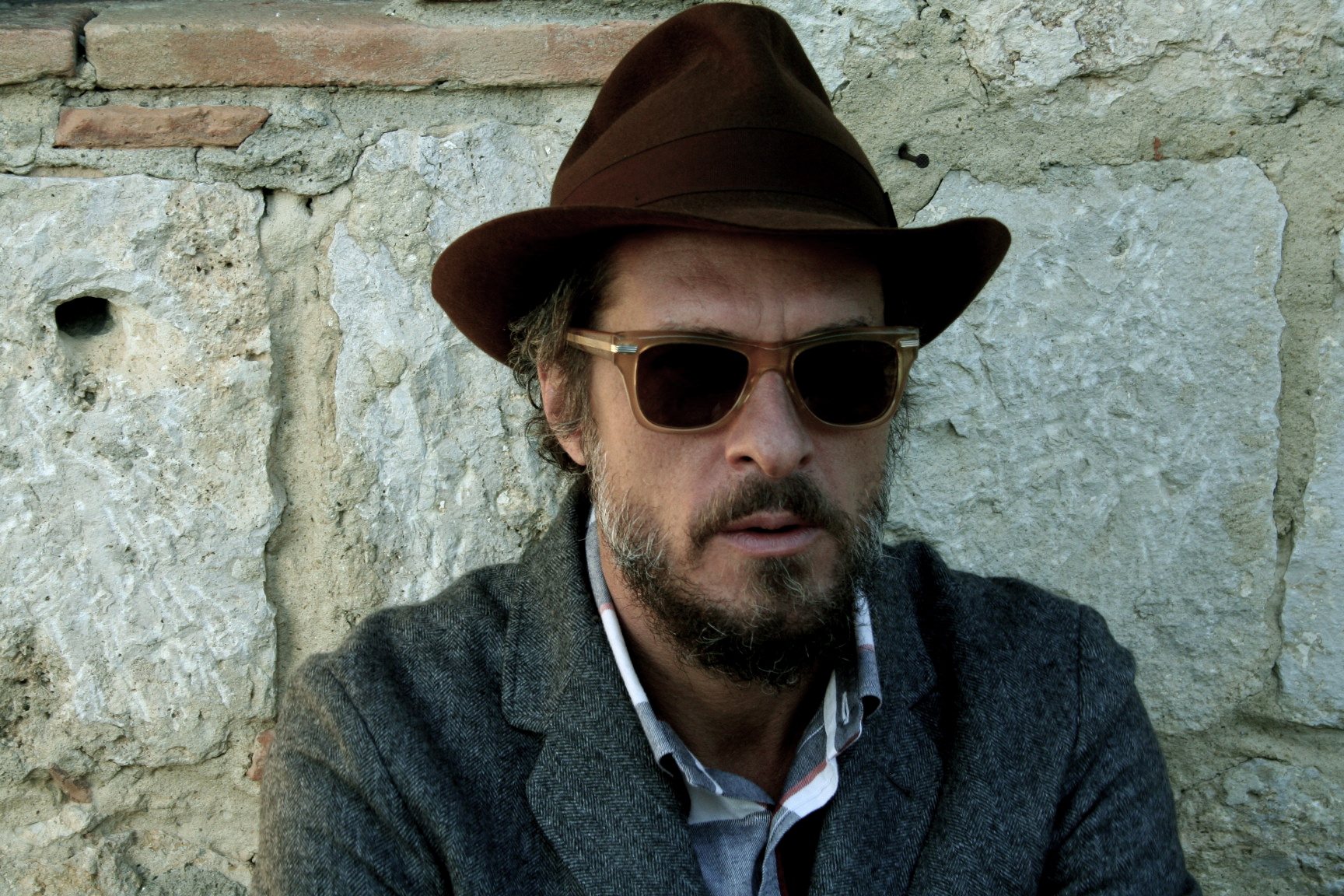
Michael Haussman (fotografía) dirigió el videoclip de «Take a Bow»

El vídeo musical de «Take a Bow» se filmó durante siete días en Ronda, al sur de España, bajo la dirección de Michael Haussman; el resto del personal incluyó a Donnie Masters y Paul McPadden en producción, Harris Savides como director de fotografía y Robert Duffy en montaje. Ambientado en la década de 1940, Madonna personifica a la amante «abandonada» de un torero —interpretado por el actor y torero real Emilio Muñoz— quien anhela su presencia con «lágrimas de desamor», pero al final comprende que la «verdadera pasión de su amado son los toros y no ella». El vestuario, que incluyó un traje gris ajustado, un corsé, guantes negros y un gorro con redecilla, fue creado por John Galliano, Donatella Versace, un entonces desconocido Christian Louboutin y Lori Goldstein; esta última recibió un premio VH1 Fashion and Media al mejor estilismo por su trabajo. El director recordó que él y la artista se habían reunido en el Hôtel Ritz de París para discutir la idea «oscura» que el primero había escrito tras escuchar la canción: «Me dijo, "bien, ¿qué has estado haciendo?", y yo le respondí, "bueno, me ha gustado filmar corridas de toros y esas cosas". Vi ese brillo en sus ojos y de pronto seguí [con la idea]. Estoy seguro de que todo fue escrito esa misma noche». En una entrevista con Kurt Loder para MTV durante el set de filmación, la cantante reveló que había pensado originalmente en una estrella de cine, pero decidió que al final fuese un torero, pues de lo contrario, habría resultado difícil mostrar la profesión del actor de cine; la atención en un torero real como una estrella «facilitó» la puesta en escena. Aunque Jesulín de Ubrique y Miguel Báez «El Litri» estuvieron entre los candidatos para el papel, el equipo de Haussman finalmente contactó a Muñoz, quien era uno de los toreros más populares en ese momento. Madonna también quería que tuviera una temática española porque aspiraba al papel principal en la película Evita, de Alan Parker. Tiempo después envió una copia del vídeo al director como una «cinta de audición» para el rol, que finalmente consiguió.
Haussman afirmó que realizar el vídeo fue «épico» dado que era un tema considerado tabú. En este sentido, recordó que en varias ocasiones estuvo a punto de ser cancelado debido a que la organización PETA se había involucrado antes del rodaje, luego de que en un principio se intentara filmar una corrida de toros real, donde en la última escena matan al animal, para que fuera «fiel a la idea» original. Fue tan «intenso» el tema en cuestión que el director debió llamar a la policía en su oficina de Londres para que revisara su correo, ya que muchos grupos de los derechos de los animales enviaban paquetes bomba, o tuvo que identificarse con nombres diferentes en los hoteles donde se hospedaba, lo que no ocurrió cuando arribó a España. Aunado a ello, reveló que todo el equipo de filmación tuvo que prometer no lastimar al animal de ninguna manera; sin embargo, dado que un torero no puede luchar contra un toro a menos que haya sido dañado de algún modo, el problema surgió cuando no sabían cómo utilizar la muleta sin que hubiera rastros de sangre. Al revelar el inconveniente a Muñoz, este comunicó ante la prensa española tras su llegada a Ronda que pelearía contra el toro, pero que no usaría la banderilla o la garrocha para herirlo.
Madonna llegó a Ronda el 31 de octubre de 1994 con un equipo de sesenta personas. La idea era filmar en la plaza de toros de la ciudad, pero la Real Maestranza de Caballería había rechazado la solicitud porque consideraron «poco menos que una profanación» que la cantante rodara sus «provocativas actuaciones» en la plaza. Si bien el diario El País reportó que la negativa a la cesión de la plaza se debió a las exigencias económicas de Antonio Ordóñez, extorero y dueño de la plaza que pedía el pago de 17 millones de pesetas (122 302 USD en 1994), se supo que obedecía a cuestiones «moralistas» de los maestrantes. Un portavoz de la Maestranza acusó a los medios de comunicación de «exagerar y hacer publicidad gratuita» a Madonna, mientras que otras asociaciones empresariales y políticas de Ronda reaccionaron negativamente al rechazo, pues creían que habría sido una «excelente promoción» para la ciudad. Al final, las escenas taurinas se filmaron en la plaza de toros de Antequera, con la participación de 200 extras, y la intérprete obtuvo el permiso para grabar dentro del palacio del marqués de Salvatierra. Muñoz lidió tres toros sin realizar la suerte suprema y recibió siete millones de pesetas (50 360 USD en 1994) por su trabajo.

### Sinopsis y comercial

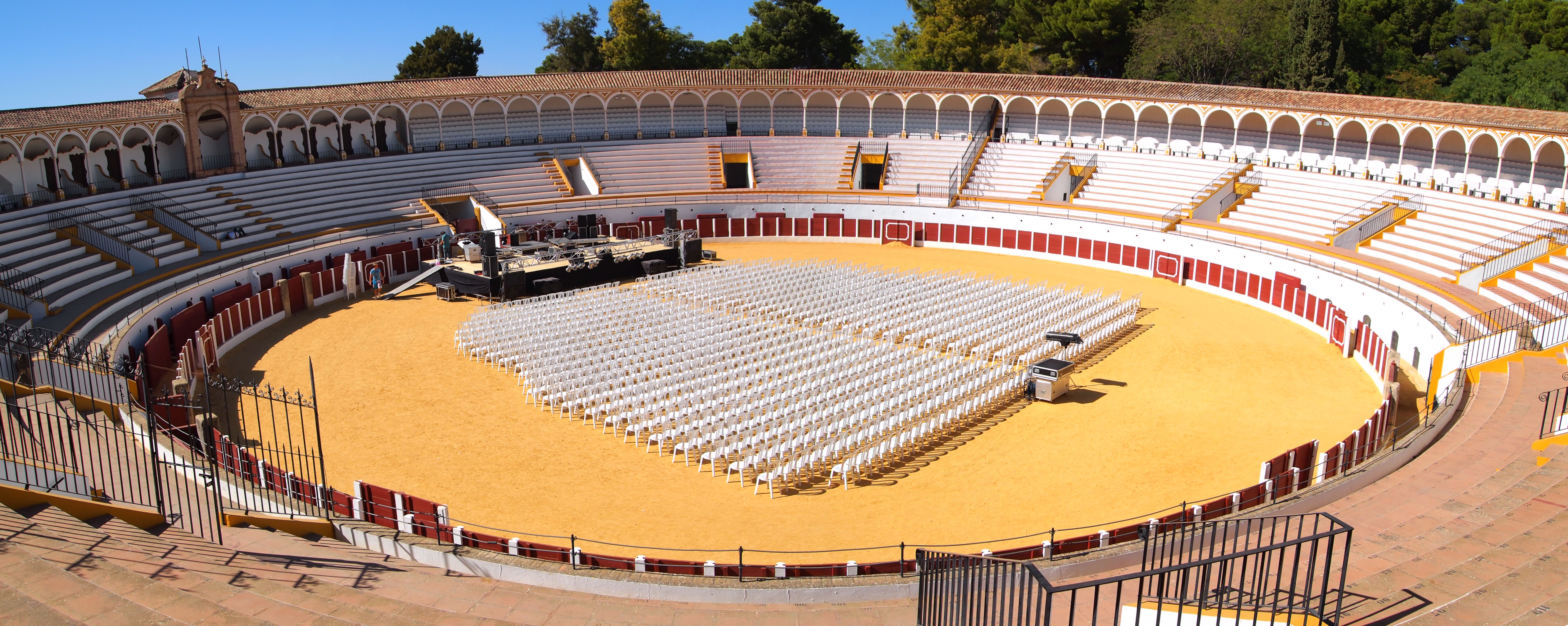
Las escenas de la corrida de toros se filmaron en la Plaza de toros de Antequera

Inicia con tomas de Madonna, el torero (Muñoz) y la gente del pueblo preparándose para asistir a una corrida de toros. La escena siguiente la muestra parada o sentada cerca de un televisor dentro de una habitación iluminada por un solo foco, y en la siguiente se retuerce en una cama en ropa interior mientras ve a Muñoz en la televisión. Hacia el final, durante la corrida, el torero mata al toro y luego llega a casa, donde abusa física y emocionalmente de Madonna, quien queda en un estado «alterado», con el rostro lleno de lágrimas y el maquillaje salido, a la vez que llora por su partida. A esto le sigue una serie de primeros planos de Muñoz que se va alejando de ella mientras, con los pies descalzos, pisa pedazos de vidrios rotos que se habían dispersado por el piso tras el abuso. El vídeo puede verse como una declaración sobre el clasismo, con respecto a que se siente amenazado y enojado por el estatus aristocrático de Madonna, lo que resulta en su abuso físico y posterior abandono. El videoclip de «You'll See» (1995), también dirigido por Haussman, representa la secuela de «Take a Bow»: en esta ocasión, se aprovecharon algunas imágenes extras que habían sido rodadas en España. La protagonista abandona al torero, dejándolo en la desesperación; en las escenas sube a un tren y luego a un avión, mientras el personaje de Muñoz intenta alcanzarla en vano.
En abril de 1995, «Take a Bow» fue uno de los tres videoclips que formó parte de los comerciales de treinta segundos que VH1 utilizó en su campaña de relanzamiento «The New VH1», en conmemoración por los diez años del canal. El anuncio comenzaba con una pareja en un Porsche deteniéndose en un cajero automático. El hombre realiza una transacción mientras que la mujer, dentro del vehículo, se detiene a ver el escaparate de una tienda de electrodomésticos donde un televisor, que sintoniza VH1, muestra el vídeo. Cuando el hombre regresa al auto, la mujer está dentro del vídeo junto con Madonna, quien a continuación aparece en el auto y pronuncia el lema The new VH1... It'll suck you in («El nuevo VH1... te absorberá»). Según Abbey Konowitch, exejecutiva de MTV y gerente general de Maverick Records, la artista tenía un largo historial con ambos canales de música y se mostró dispuesta a colaborar en la campaña a petición de John Sykes, presidente de VH1. Para filmar el comercial, los diseñadores tuvieron que enviar desde distintas partes del mundo el mismo vestuario que usó en el vídeo original. La cantante se mostró impresionada con la alta tecnología utilizada en el comercial para trasladar a la mujer y a ella juntas. Posteriormente, figuró en los recopilatorios The Video Collection 93:99 (1999) y Celebration: The Video Collection (2009).

### Recepción y análisis
Tras su estreno oficial en MTV, generó controversia dado que activistas y organizaciones de los derechos de los animales acusaron a la cantante de glorificar la tauromaquia. Incluso PETA colocó un anuncio de página completa en la edición del 24 de febrero de 1996 de la revista Billboard, en el que la criticaban por promover las corridas de toros en «Take a Bow» y «You'll See». Taraborrelli lo llamó «pintoresco», y Steve Sullivan declaró que el «excelente vídeo añade el aura de la canción». Según Santiago Fouz-Hernández, uno de los autores de Madonna's Drowned Worlds: New Approaches to Her Cultural Transformations (2004), combinó la estética y el paso del cine arte con imágenes estereotipadas y símbolos religiosos. En este sentido, observó que las imágenes religiosas juegan un papel importante: a diferencia de «La isla bonita» (1987), la simbología católica aquí está asociada con el torero, no con Madonna, debido al hecho de que es una parte importante en el ritual de las corridas de toros. También sostuvo que ella «subvierte la estructura de género y la subjetividad masculina implícita en las corridas de toros tradicionales», lo cual se logra a través de la «feminización del matador» y de una «mirada dominante» cuando observa al torero en la corrida. Este paralelismo entre ambos se enfatiza al inicio, cuando las escenas en las que el matador viste su atuendo característico se intercalan con tomas similares de Madonna arreglando su propio vestido ajustado, lo que sugiere una feminización del torero y del ritual en sí. En otro análisis, comparó el estilo del videoclip con la cinta Matador (1986), dirigida por Pedro Almodóvar y protagonizada por Antonio Banderas, y observó que mientras sus primeros vídeos «contrastaban a la cantante blanca con otros grupos étnicos, como negros, hispanos y asiáticos orientales», en otros ha comenzado gradualmente a «emular» a mujeres de países no occidentales como en «Take a Bow», donde da vida a una «señora española». Roger Beebe, uno de los autores de Medium Cool: Music Videos from Soundies to Cellphones (2007), señaló que era un ejemplo de cómo «la música, la imagen y la letra poseen su propia temporalidad». Asimismo, explicó que la naturaleza «agraciada» de la canción contrastaba con las escenas repetitivas, lo que indicaba que la protagonista había estado involucrada previamente en estas actividades, incluidas las escenas eróticas «desmoralizantes». Georges-Claude Guilbert dijo que «desafió a feministas estilo Marilyn Frye y Adrienne Rich, quienes ven [en el vídeo] un desagradable ejemplo de sumisión femenina pasada de moda»; Madonna respondió ante estas acusaciones: «No creo que ninguna organización deba dictar qué puedo y no puedo hacer artísticamente». También percibió imágenes «piadosas» y representaciones «dudosas» de la Virgen y observó que la mayoría de las veces que los dos hacen el amor, lo hacen a través de la pantalla de televisión, lo cual implica que «la pureza [de uno de ellos] tiene que mantenerse siempre».
Eduardo Viñuela notó que en vídeos como «Take a Bow» se evidencia la relación del catolicismo con el mundo latino. Keith Jenkins, productor de NPR Multimedia, opinó que los tonos sepia «ricos y sensualmente  enmarcados oscurecen parcialmente las meditaciones de la canción sobre el amor, el sacrificio y la muerte». Lo comparó con la ópera Carmen (1875), del compositor francés Georges Bizet, debido a sus temáticas españolas, religiosas y taurinas. En una nota similar, Carol Vernalis, en Experiencing Music Video: Aesthetics and Cultural Context (2004), lo comparó con Madama Butterfly (1904), del italiano Giacomo Puccini —aunque con una trama invertida— por el vestuario y la melodía. Vernalis indicó que las escenas en las que los personajes principales se arreglan para la corrida reflejaban la trama, y en especial la frase All the world loves a clown («Todo el mundo ama a un payaso»). Cuando se escucha dicha frase, Muñoz aparece con una expresión «fatua», la cual, según la autora, es el comienzo de «la historia de posesión y fama». Luego, en el verso I've always been in love with you («Siempre he estado enamorada de ti»), alterna entre una apariencia «adolescente» y otra «de edad mediana». Para Vernalis, no estaba claro si estas tomas eran literales o figurativas de la letra, «como partes separadas de la psique de Madonna, o como las afirmaciones exageradas de una groupie». Por otro lado, examinó que la escena en la que ella se pincha la mano con una aguja, mientras se escucha el verso do you feel it, hizo que su relación con el torero fuese «más ambigua». Señaló que la escena en la que aparece en una habitación cerrada con una bombilla podía compararse con el personaje de Glenn Close en la cinta Atracción fatal (1987), y destacó una «lucha de poder» que finalmente pierde cuando es relegada a una esquina de la habitación. Tom Breihan lo llamó el «más pretencioso» que ha hecho Madonna y lo comparó negativamente con un comercial de perfumes.

### Influencias y reconocimientos
Influencias del vídeo se pueden notar en los de «SexyBack» (2006) de Justin Timberlake y «Radar» (2009) de Britney Spears. En el caso del primero, Timberlake contrató a Michael Haussman por su trabajo en «Take a Bow», al que consideró uno de sus favoritos; al respecto, comentó: «Todavía recuerdo las imágenes, cómo él la capturó. Muchas veces, Madonna es una persona que tiene el control, y en ese vídeo, parecía vulnerable. Fue genial ver eso». Dave Meyers, quien dirigió el de Spears, especificó que «se pone en los zapatos de Madonna. Pero todo está hecho de un modo Britney. Ella no es Madonna y Madonna no es Britney. Parece que Madonna consideró las mismas opciones, las que estaban bien para ella en aquel momento. [...] También viajaba en ese tren de imágenes [y] dirigía ese tren de imágenes, y creo que Britney también lo ha hecho». En la entrega de los MTV Video Music Awards, celebrados en septiembre de 1995, obtuvo dos nominaciones en las categorías de mejor dirección artística y mejor vídeo femenino, de las cuales ganó esta última. De acuerdo con Pedro del Corral, del diario La Razón, ninguna de las visitas de la intérprete a España había generado «tanto impacto» como cuando grabó en Ronda, y reconoció que su presencia en la ciudad provocó un «revuelo» entre los habitantes. Algo similar fue Lucas Martín, de La Opinión de Málaga, que aseguró que el rodaje «revolucionó» la vida de la provincia.
Enio Chola de PopMatters indicó que, «en lugar de rehuir de su sexualidad por completo, el vídeo muestra a la cantante vestida escasamente y haciendo el amor con un televisor, una escena tan explícita como sus trabajos anteriores, pero esta vez más conmovedora y significativa». Michael Cooper de LA Weekly admitió que parte del éxito de la canción estuvo relacionado, «sin dudas, con su videoclip cinematográfico». Como reconocimientos, Samuel R. Murrian de Parade lo incluyó en el decimotercer puesto de sus veinte mejores videoclips, y dijo que mostraba a «una Madonna elegante preparándose para asumir el papel de Evita en la gran pantalla». Juan Sanguino, de Vanity Fair, compartió dicha opinión y añadió que «funciona hoy como testimonio de aquel par de años en los que los toreros eran sex symbols». Ben Kelly, de The Independent, lo incluyó en su conteo de los diez mejores de Madonna; dijo que estaba «magníficamente filmado» y resaltó las escenas «cinematográficas» de la corrida de toros. Bianca Gracie de Idolator escribió «que la gran mayoría de [sus] vídeos son cortometrajes épicos, y "Take a Bow", con su trágica historia de amor, no es la excepción». Quedó en el decimoctavo lugar de la lista creada por Mike Nied, del mismo sitio, quien lo calificó como cinematográfico y opinó que resaltaba «los trágicos altibajos de una historia de amor». En 2013, Louis Virtel de NewNowNext lo ubicó en la decimoquinta posición de los 55 más sobresalientes de Madonna y lo llamó «magnífico y maravillosamente melodramático». Además, comparó su apariencia con la de Courtney Love en «Violet» (1995), de la banda Hole. El personal de Rolling Stone, que lo nombró el cuarto más destacado de la artista, apreció el tono sepia y lo denominó «sensual y majestuoso, [con] imágenes candentes de la estrella pop retorciéndose frente a un televisor». En el conteo de VH1 de los cincuenta momentos más sensuales en la historia de los videoclips, se ubicó en el puesto 27; tiempo después, apareció entre los diez más sensuales de Madonna, elaborado por el programa Extra. En agosto de 2022, la propia cantante reveló que «Take a Bow» es su videoclip favorito.

## Interpretaciones en vivo

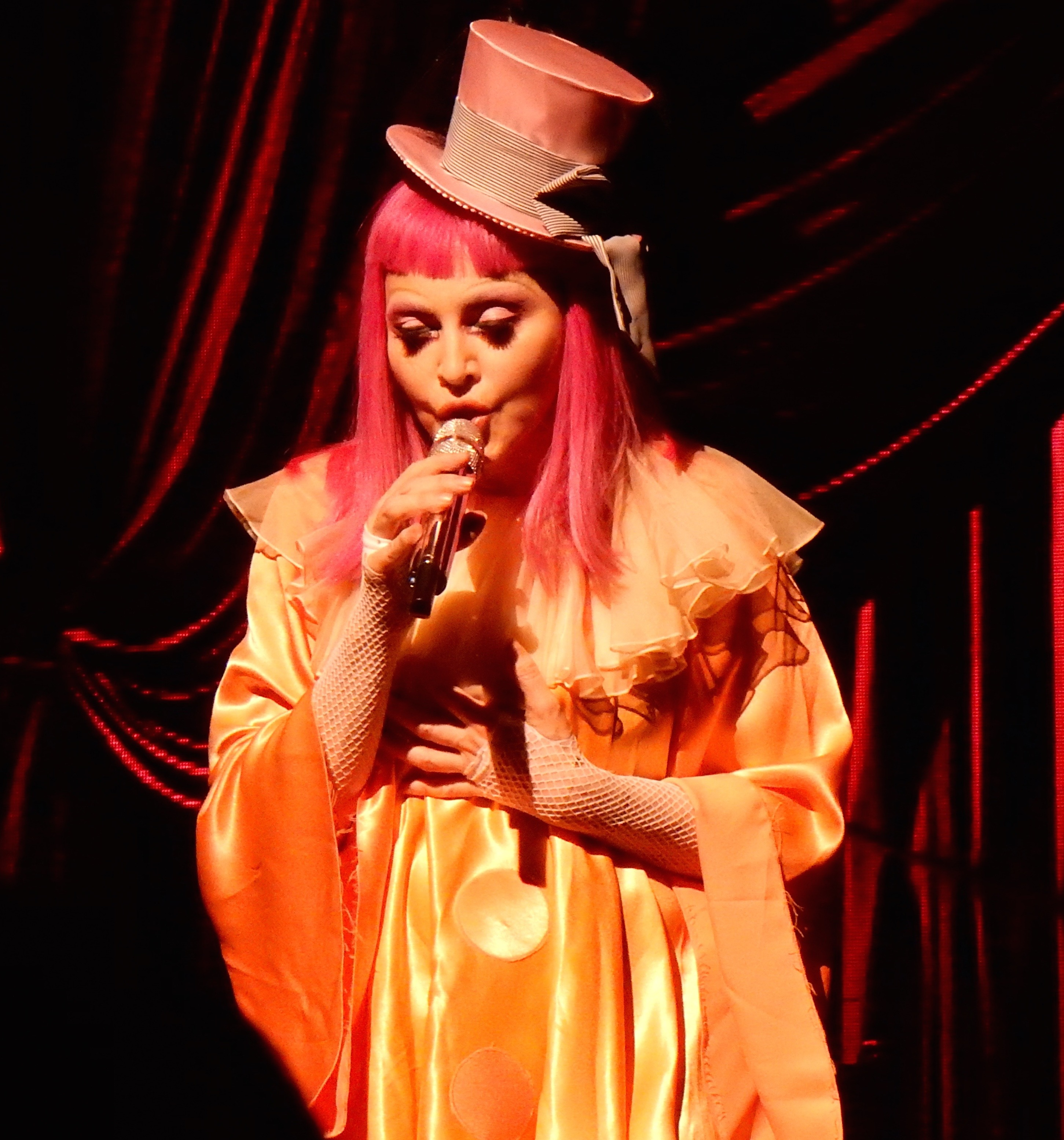
Madonna cantando el tema durante el concierto especial de Melbourne, Tears of a Clown

El 30 de enero de 1995, Madonna interpretó «Take a Bow» por primera vez en la 22.ª edición de los premios American Music, acompañada de Babyface y una gran orquesta; en el escenario, ambos permanecieron en sus lugares mientras se elevaban sobre sus respectivas columnas. La cantante expresó que «nunca antes había estado tan nerviosa», y Babyface declaró: «Eso fue una locura para mí, porque pensé, "¡Eres Madonna! ¡Estás en el escenario todo el tiempo!"». Craig Rosen de Billboard la calificó como una de las presentaciones más destacadas de la noche, y en 2017, la misma revista la nombró la octava mejor actuación en la historia de la premiación; como reseña, Caitlin Kelly afirmó que la presencia de una orquesta en vivo «agregó una textura exuberante a la canción», al tiempo que su registro vocal característico «cobró nueva vida» con las ejecuciones vocales «al estilo R&B» de Babyface. La autora añadió que el vestuario que Madonna utilizó, un qipao rojo, no fue al azar, «ya que las cuerdas pentatónicas tenían la intención de evocar una ópera china». El 18 de febrero, asistió al programa alemán Wetten, dass..? para promocionar Bedtime Stories y cantó «Secret» y «Take a Bow». Cuatro días después, presentó el tema con Babyface en el Festival de la Canción de San Remo, ataviada con un vestido largo de noche y el cabello recogido en un moño; al finalizar, agradeció al público en italiano y recibió una ovación de pie.
Aunque se ensayó para el Re-Invention World Tour (2004), finalmente no figuró en el repertorio. Madonna nunca había interpretado la canción en ninguna de sus giras hasta el 4 de febrero de 2016, cuando la presentó durante el concierto de Taipéi, como parte del Rebel Heart Tour. Al terminar, enunció: «Fue divertido. La primera vez. Algunas notas malas, pero se sintió bien cantarla finalmente». Posteriormente, volvió a cantarla en otros espectáculos realizados en Asia y en Australia; Kirsten Maree, de la revista australiana Music Feeds, afirmó que había sido «sin duda el momento más conmovedor de la noche» en el concierto de Melbourne. Una de estas actuaciones se incluyó como pista adicional en las ediciones japonesas de su quinto álbum en vivo, Rebel Heart Tour (2017). En marzo de ese mismo año, cantó una versión acústica en el concierto especial Tears of a Clown, realizado en el Forum Theatre de Melbourne; salió al escenario montada sobre un triciclo y vestida de payaso, con una peluca rosada y calcetines rayados. Un editor del portal Jenesaispop señaló un contraste entre el atuendo de la cantante y la «solemnidad» del tema.

## Versiones y apariciones en la cultura popular
Tras su publicación, varios artistas de diferentes países realizaron una versión de «Take a Bow». Por ejemplo, en 1995, la cantante serbia Bebi Dol grabó una bajo el título «Pokloni se» para su álbum Ritam srca, y la neerlandesa Laura Fygi lo hizo para Turn Out the Lamplight. La artista hongkonesa Sandy Lam grabó la canción para Wonderful World de 1997, y ocho años después, en 2005, la banda de rock surcoreana Jaurim la incluyó en su material The Youth Admiration, mientras que el saxofonista Bennett Carl compuso una versión instrumental de jazz para A Smooth Sax Tribute to Madonna's Greatest Hits. En 2007, la intérprete filipina Sitti Navarro cantó el tema en estilo bossa nova para su disco My Bossa Nova; la cantante china Yao Si Ting lo incluyó en Eternal Singing - Endless Love II; y en septiembre de ese año, Babyface y la estadounidense Trisha Yearwood lo cantaron en el programa de la CMT, Crossroads. La imitadora Melissa Totten, en colaboración con Jason Prince, realizó un cover Hi-NRG para el álbum tributo Forever Madonna, de 2008.
En noviembre de 2010, Elaine Paige e Idina Menzel la interpretaron para el álbum de duetos Elaine Paige and Friends; en su reseña para Allmusic, Jon O'Brien lo describió como un número de «cabaret un poco exagerado», lo cual no era favorable en el material. Matt Alber grabó una interpretación acústica en su trabajo Constant Crows, de 2011, y el cantautor chileno Jorge González subió a sus redes sociales oficiales una versión de estudio en septiembre de 2014. Durante uno de los conciertos de su gira de 2015 Piece by Piece Tour, Kelly Clarkson presentó el tema a petición de los espectadores; Lauretta Charlton, Dee Lockett y E. Alex Jung, de Vulture, la ubicaron en el puesto 85 de las 96 mejores versiones en vivo de Clarkson. En el capítulo final de la primera temporada de la serie de televisión estadounidense Friends, «The One Where Rachel Finds Out», «Take a Bow» suena en la última escena donde Rachel (Jennifer Aniston) se dirige al aeropuerto para recibir a Ross (David Schwimmer), que regresa de China, y descubre que tiene una novia nueva. También se utilizó en los avances promocionales y en los créditos finales de los episodios de la última temporada de Beverly Hills, 90210, emitido en abril de 2000.

## Lista de canciones y formatos
| 7" / casete |                             |          |  |
| N.º         | Título                      | Duración |  |
| 1.          | «Take a Bow»                | 5:21     |  |
| 2.          | «Take a Bow» (InDaSoul Mix) | 4:57     |  |

| 7" / casete |                             |          |  |
| N.º         | Título                      | Duración |  |
| 1.          | «Take a Bow» (Edit)         | 4:25     |  |
| 2.          | «Take a Bow» (instrumental) | 5:21     |  |

| CD  |                                        |          |  |
| N.º | Título                                 | Duración |  |
| 1.  | «Take a Bow» (InDaSoul Mix)            | 4:57     |  |
| 2.  | «Take a Bow» (Album Edit)              | 4:31     |  |
| 3.  | «Take a Bow» (Silky Soul Mix)          | 4:11     |  |
| 4.  | «Take a Bow» (InDaSoul Instrumental)   | 4:56     |  |
| 5.  | «Take a Bow» (Silky Soul Instrumental) | 4:11     |  |
| 6.  | «Take a Bow» (instrumental)            | 5:21     |  |
| 7.  | «Bedtime Story» (Album Edit)           | 4:08     |  |
| 8.  | «Bedtime Story» (Junior Wet Dream Mix) | 8:33     |  |

| Maxi CD / 12" |                                      |          |  |
| N.º           | Título                               | Duración |  |
| 1.            | «Take a Bow» (InDaSoul Mix)          | 4:57     |  |
| 2.            | «Take a Bow» (InDaSoul Instrumental) | 4:57     |  |
| 3.            | «Take a Bow»                         | 5:21     |  |
| 4.            | «Take a Bow» (instrumental)          | 5:21     |  |
| 5.            | «Take a Bow» (Silky Soul Mix)        | 4:10     |  |

| CD  |                             |          |  |
| N.º | Título                      | Duración |  |
| 1.  | «Take a Bow» (Album Edit)   | 4:31     |  |
| 2.  | «Take a Bow»                | 5:21     |  |
| 3.  | «Take a Bow» (instrumental) | 5:21     |  |

| Descarga digital |                                              |          |  |
| N.º              | Título                                       | Duración |  |
| 1.               | «Take a Bow» (Edit)                          | 4:28     |  |
| 2.               | «Take a Bow» (InDaSoul Edit)                 | 4:03     |  |
| 3.               | «Take a Bow» (Silky Soul Mix)                | 4:11     |  |
| 4.               | «Take a Bow» (InDaSoul Mix Version)          | 4:58     |  |
| 5.               | «Take a Bow»                                 | 5:21     |  |
| 6.               | «Take a Bow» (InDaSoul Instrumental Version) | 4:58     |  |
| 7.               | «Take a Bow» (Silky Soul Instrumental)       | 4:12     |  |
| 8.               | «Take a Bow» (Instrumental)                  | 5:21     |  |

## Posicionamiento en listas
| País (Lista 1994-1995)                          | Posición más alta |
| ----------------------------------------------- | ----------------- |
| Alemania (Offizielle Deutsche Charts)           | 18                |
| Australia (ARIA)                                | 15                |
| Austria (Ö3 Austria Top 40)                     | 22                |
| Bélgica Flandes (Ultratop 50)                   | 27                |
| Canadá (RPM Top 100 Singles)                    | 1                 |
| Canadá (RPM Adult Contemporary)                 | 1                 |
| Canadá (RPM Dance)                              | 13                |
| Canadá (The Record)                             | 1                 |
| Escocia (Scottish Singles Chart)                | 14                |
| Estados Unidos (Billboard Hot 100)              | 1                 |
| Estados Unidos (Adult Contemporary)             | 1                 |
| Estados Unidos (Adult Pop Songs)                | 35                |
| Estados Unidos (Dance Music Maxi-Singles Sales) | 7                 |
| Estados Unidos (Hot 100 Airplay)                | 1                 |
| Estados Unidos (Hot 100 Singles Sales)          | 4                 |
| Estados Unidos (Hot R&B/Hip-Hop Songs)          | 40                |
| Estados Unidos (Hot R&B Singles Sales)          | 14                |
| Estados Unidos (Pop Songs)                      | 1                 |
| Estados Unidos (Rhythmic Songs)                 | 4                 |
| Unión Europea (Adult Contemporary Europe)       | 1                 |
| Unión Europea (Eurochart Hot 100 Singles)       | 17                |
| Unión Europea (European Dance Radio)            | 9                 |
| Unión Europea (European Hit Radio Top 40)       | 2                 |
| Finlandia (IFPI)                                | 3                 |
| Francia (SNEP)                                  | 25                |
| Irlanda (IRMA)                                  | 17                |
| Islandia (Íslenski Listinn Topp 40)             | 11                |
| Italia (Musica e dischi)                        | 2                 |
| Noruega (VG-lista)                              | 13                |
| Nueva Zelanda (Recorded Music NZ)               | 9                 |
| Países Bajos (Dutch Top 40)                     | 34                |
| Países Bajos (Single Top 100)                   | 39                |
| Polonia (LP3)                                   | 1                 |
| Reino Unido (UK Singles Chart)                  | 16                |
| Suecia (Sverigetopplistan)                      | 19                |
| Suiza (Schweizer Hitparade)                     | 8                 |

| País (Lista 1995)                                | Posición |
| ------------------------------------------------ | -------- |
| Alemania (Offizielle Deutsche Charts)            | 73       |
| Canadá (RPM Top 100 Singles)                     | 3        |
| Canadá (RPM Adult Contemporary)                  | 4        |
| Estados Unidos (Billboard Hot 100)               | 8        |
| Estados Unidos (Adult Contemporary)              | 4        |
| Estados Unidos (Hot 100 Airplay)                 | 4        |
| Estados Unidos (Hot 100 Singles Sales)           | 34       |
| Unión Europea Europa (Adult Contemporary Europe) | 18       |
| Unión Europea Europa (Eurochart Hot 100 Singles) | 81       |
| Unión Europea (European Hit Radio Top 40)        | 31       |
| Países Bajos (Dutch Top 40)                      | 287      |
| Suiza (Schweizer Hitparade)                      | 37       |

| País (Lista 1990-1999)             | Posición |
| ---------------------------------- | -------- |
| Estados Unidos (Billboard Hot 100) | 24       |

| País (Lista 1958-2018)                     | Posición |
| ------------------------------------------ | -------- |
| Estados Unidos (Billboard Hot 100)         | 284      |
| Estados Unidos (Billboard Hot 100) (Women) | 89       |

## Certificaciones
| País (organismo certificador) | Certificación | Unidades certificadas/Ventas |
| ----------------------------- | ------------- | ---------------------------- |
| Estados Unidos (RIAA)         | Oro           | 500 000                      |
| Reino Unido                   | —             | 102 739                      |

## Créditos y personal
- Grabación en The Hit Factory (Nueva York).
- Masterización en Sterling Sound Studios (Nueva York).

### Personal
- Madonna: voz, composición, producción
- Babyface: coros, composición, producción, sintetizador, programación de batería
- Tommy Martin: guitarra
- Dallas Austin: teclado, batería
- Colin Wolfe: bajo
- Meshell Ndegeocello: bajo
- Marius de Vries: programación
- Craig Armstrong: arreglo
- Jessie Leavey: arreglo, dirección de orquesta
- Susie Katiyama: dirección de orquesta
- Alvin Speights: ingeniería, mezcla
- Brad Gilderman: ingeniería
- Darin Prindle: ingeniería
- Mark «Spike» Stent: ingeniería
- Michael Fossenberg: ingeniería
- Jon Gass: mezcla
- Steve «Silk» Hurley: remezclas
- InDaSoul: remezclas
- Gregory Scaffidi: fotografía
- Fabien Baron: dirección artística, diseño
- Patrick Li: dirección artística, diseño

Créditos adaptados de Tidal, las notas de Bedtime Stories y del maxisencillo en CD de «Take a Bow».